# Artland
Artland (株式会社アートランド?, Kabushiki-gaisha Ātorando) è stato uno studio di animazione giapponese, con sede a Musashino in Tokyo. Lo studio è stato fondato il 14 settembre 1978 da Noboru Ishiguro, nel 2010 è stata creata Animation Studio Artland (株式会社アニメーションスタジオ・アートランド?, Kabushiki-gaisha Animēshon Sutajio Ātorando) e le attività di produzione sono state trasferite a questa nuova società. Le società sono afflitte da numerose situazioni legali, tra cui la bancarotta e molteplici cessioni delle sue azioni. Lo studio Ha prodotto numerose serie animate, tra cui la premiata Mushishi e l'adattamento del popolare manga Tutor Hitman Reborn!.

## Storia
Lo studio è stato fondato il 14 settembre 1978 da Noboru Ishiguro a Musashino in Tokyo, nel corso degli anni numerosi animatori e registi famosi ne hanno fatto parte, tra cui Haruhiko Mikimoto. Solo dal 2004, vengono prodotte serie televisive anime autonomamente, tra cui Yuugo e Mushishi. Il 17 marzo 2006, viene annunciato che lo studio diventerà una filiale dell'azienda Marvelous; avviene effettivamente il 3 aprile 2006, momento in cui Artland diventa una kabushiki-gaisha.
Il 15 novembre 2010, Marvelous annuncia che tutte le attività legate alla produzione di serie animate vengono trasferite al nuovo studio Animation Studio Artland, che ha iniziato le attività commerciali il 1º dicembre 2010, con tutte le azioni in possesso di Kuniharu Okano. Negli anni successivi, le due aziende sono afflitte da numerose situazioni legali; il 1º aprile 2015, Marvelous decide di incorporare definitivamente Artland, ponendo così fine alla sua storia iniziata nel 1978. Nel 2016, l'azienda Emon, filiale giapponese della società cinese Haoliners Animation League, annuncia un investimento in Animation Studio Artland, acquisendo il 51% delle azioni della società, con lo scopo di rafforzare le proprie capacità nella produzione di serie animate; l'investimento non durerà molto, infatti nel luglio del 2017, Teikoku Databank riporta che Artland è in debito di oltre 298 milioni di yen, e che di conseguenza lo studio ha iniziato la procedura di bancarotta con i suoi legali. Kuniharu Okano tempestivamente smentisce la chiusura dello studio, dichiarando che l'azienda sta cercando "aiuto" per la sua riorganizzazione piuttosto che la chiusura e che sta trattando i suoi debiti con i creditori privatamente, così smentendo la bancarotta. Il mese successivo, agosto del 2017, Emon annuncia che le azioni che aveva acquisito precedentemente sono state trasferite all'azienda LEVELS, con sede a Tokyo. Viene riportato che il debito dello studio è prevalentemente dovuto ai costi di "outsourcing" delle sue serie animate, che rappresentano il 90% del totale dei costi di produzione delle serie.
Dopo il 2017, lo studio compare solo nel 2019, quando è citato nei crediti del secondo volume di "Yoshihiko Umakoshi Animation Original Picture Collection".

## Produzioni

### Serie TV

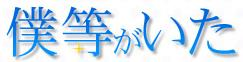
Logo della serie Bokura ga ita.

| Titolo                                          | Anno di produzione | Episodi | Note e fonti          |
| ----------------------------------------------- | ------------------ | ------- | --------------------- |
| Fortezza superdimensionale Macross              | 1982-1983          | 36      | [ N 1 ] [ 8 ]         |
| Super Dimension Century Orguss                  | 1983-1984          | 35      | [ N 2 ] [ 9 ] [ 10 ]  |
| Yuugo                                           | 2004               | 13      | [ N 3 ] [ 11 ] [ 12 ] |
| Curry no Kuni no Coburoux                       | 2004               | 13      | [ 12 ]                |
| Gag Manga Biyori                                | 2005               | 12      | [ 12 ]                |
| Mushishi                                        | 2005-2006          | 26      | [ 12 ]                |
| Bokura ga ita                                   | 2006               | 26      | [ 12 ]                |
| Gag Manga Biyori 2                              | 2006               | 12      | [ 12 ]                |
| Happiness!                                      | 2006               | 12      | [ 12 ]                |
| Tutor Hitman Reborn!                            | 2006-2010          | 203     | [ 12 ]                |
| Kono Aozora ni Yakusoku o: Yōkoso Tsugumi Ryō e | 2007               | 13      | [ 12 ]                |
| Kenkō zenrakei suieibu umishō                   | 2007               | 13      | [ 12 ]                |
| Gunslinger Girl - Il Teatrino                   | 2008               | 13      | [ 12 ]                |
| The Earl and The Fairy                          | 2008               | 12      | [ 12 ]                |
| Tytania                                         | 2008-2009          | 26      | [ 12 ]                |
| Ichiban ushiro no dai maō                       | 2010               | 12      | [ 13 ]                |
| Tantei Opera Milky Holmes Dai 2 Maku            | 2012               | 12      | [ N 4 ] [ 12 ]        |
| Senran Kagura                                   | 2013               | 12      | [ 12 ]                |
| Mushishi zoku-shō                               | 2014               | 20+2    | [ N 5 ] [ 12 ]        |
| Komori-san Can't Decline!                       | 2015               | 12      | [ 12 ]                |
| Seven Mortal Sins                               | 2017               | 12      | [ N 6 ] [ 14 ]        |

### Film
| Titolo                             | Data di pubblicazione | Note e fonti   |
| ---------------------------------- | --------------------- | -------------- |
| Megazone 23                        | 9 marzo 1985          | [ N 7 ] [ 12 ] |
| Megazone 23 Part II                | 30 maggio 1986        | [ N 8 ] [ 15 ] |
| Mushishi zoku-shō: Suzu no shizuku | 16 maggio 2015        | [ 16 ]         |

### OAV ed ONA
| Titolo                                      | Anno di produzione | Episodi | Note e fonti   |
| ------------------------------------------- | ------------------ | ------- | -------------- |
| Hoshi Neko Fullhouse                        | 1989               | 4       | [ 12 ]         |
| Aoki Honoo                                  | 1989               | 1       | [ 17 ]         |
| Seishun Fuufu Monogatari: Koiko no Mainichi | 1989               | 2       | [ 18 ]         |
| Meisou-Ou Border: Shakai Fukki-hen          | 1991               | 1       | [ 19 ]         |
| Sotsugyou M: Ore-tachi no Carnival          | 1999               | 2       | [ 20 ]         |
| Gunslinger Girl - Il Teatrino OAV           | 2008               | 2       | [ 21 ]         |
| Tantei Opera Milky Holmes: Summer Special   | 2011               | 1       | [ N 4 ] [ 12 ] |